# ロブ・ネイヤー
ロブ・ネイヤー（Rob Neyer、1966年6月22日 - ）は、アメリカ合衆国のオレゴン州ポートランド出身のスポーツライター。現在はSB Nationのコラムニスト。

## 経歴
10歳の誕生日を迎える前に家族とともにミズーリ州カンザスシティへ引っ越した。カンザス大学を中退後、ビル・ジェームズの研究助手として雇われた。
1996年から2011年までESPN記者を務めていた。
2001年2月にダベンポート変換やWin Sharesを引用して、ニューヨーク・ヤンキースのデレク・ジーターの守備は一貫して遊撃手の中で最悪と評価し、多くのヤンキースファンの反感を買った。ジーターは改良されたゾーンレーティングの守備指標でも一貫してアメリカンリーグの中で低い評価を示し続けた。しかし、現場の監督やコーチからの評価は高く、ジーターは2004年から2006年・2009年・2010年とゴールドグラブ賞を受賞している。